# Gospel Oak
Gospel Oak é o primeiro EP da cantora Sinéad O'Connor, lançado a 3 de Junho de 1997.

## Faixas
Todas as faixas por Sinéad O'Connor, exceto onde anotado.
1. "This Is to Mother You" – 3:13
2. "I Am Enough for Myself" – 4:07
3. "Petit Poulet" – 3:44
4. "4 My Love" – 4:06
5. "This Is a Rebel Song" – 3:03
6. "He Moved Through the Fair" (Ao vivo) (arr.: O'Connor/Lunny/Henderson) - 4:22

## Tabelas
Álbum
| Tabela (1997) | Posição |
| ------------- | ------- |
| Billboard 200 | 128     |

## Créditos
- Sinéad O'Connor - Vocal, guitarra elétrica
- John Reynolds - Bateria, baixo
- Clare Kenny - Baixo
- Justin Adams - Guitarra
- Caroline Dale - Violoncelo
- Carol Issacs - Piano, acordeão
- Jah Wobble - Baixo na faixa 3
- Donal Lunny - Bouzouki
- Graham Henderson - Teclados